# Josep Lluís Ferrer Ramonell
Josep Lluís Ferrer Ramonell (Binissalem, 20 de juny de 1908 – Palma, 13 d'agost de 1982). Empresari de la viticultura i l'hostaleria.
Descendent de famílies vinateres de Binissalem, estudià el batxillerat a l'Institut General i Tècnic de Palma amb la promoció que es titulà el 1924. Es traslladà a França per estudiar enginyeria electrònica i obtingué el títol a la Universitat de Lieja. Alhora s'interessà per l'enologia que estudià a Grenoble i Bordeus amb interès creixent.
De retorn a Mallorca (1931), fundà la societat Vinícola de Binissalem, amb l'enòleg Ernest Mestre i Josep Julià i començà l'elaboració de vins, que tirà endavant sense interrupcions tot prestant atenció sobretot a la qualitat del producte. Adquirí les accions dels seus socis i es convertí en el propietari únic de l'empresa elaboradora, de la comercialitzadora i de la marca Franja Roja. El vi que elaborà al celler es feia íntegrament de les vinyes de la zona de Binissalem. Conegut popularment com en "Pep Perico" es va destacar per la recerca de l'excel·lència en l'elaboració del vi, sobretot en l'acurada selecció dels raïms. Elaborà el vi negre amb la varietat autòctona Manto Negro i amb Callet. Per al vi blanc utilitzà, sobretot, les varietats Moll i Premsal (Pansal). Les pràctiques vitícoles de Can Pep Perico eren molt diferents a les usuals a la Mallorca d'aleshores, fins i tot a les de la zona del Raiguer, caracteritzades per produir un vi de més grau i de major qualitat.
Amb una visió del futur turístic de Mallorca que s'acostava, el 1957 adquirí, amb Joan Mora Gornals, la finca i el Castell de Son Vida per 9 milions de ptes. Tot seguit iniciaren la urbanització de la finca i la venda de parcel·les. El 1959 vengueren la meitat de Son Vida S.A. a l'aviador nord-americà Stephen A. Kusak Silva (1919-2004). El 1961 inauguraren l'Hotel Son Vida i el 1964 el Golf de Son Vida. Elegit president de la societat Hotel Son Vida S.A., ho va ser durant 16 anys (1962-1978).
En superar els 70 anys posà gradualment els negocis en mans de dos nets, Sebastià i Josep Lluís Roses Ferrer, fills de Josep Roses Montis, darrer propietari de la finca de Son Castelló, i de Joana Maria Ferrer Lloberas. Morí a Palma als 74 anys.